# Gamalier Coats
Gamalier Coats Calcaño (ur. 3 maja 1976) – dominikański zapaśnik walczący w stylu wolnym. Zajął czwarte miejsce na igrzyskach panamerykańskich w 2003. Srebrny medalista mistrzostw panamerykańskich w 2000. Triumfator igrzysk Ameryki Środkowej i Karaibów w 2002, trzeci w 2002 i 2006 roku.